# Stróża (osada leśna w województwie świętokrzyskim)
Stróża – osada leśna (gajówka) Polsce położona w województwie świętokrzyskim, w powiecie opatowskim, w gminie Ożarów.
W latach 1975–1998 miejscowość położona była w województwie tarnobrzeskim.